# ماه‌چشم
ماه‌چشم (نام علمی: Hiodon tergisus) نام یک گونه از راسته زبان‌استخوانی‌سانان است.